# Nikolaas Rockox jr.
Nikolaas Rockox (Antwerpen, 14 december 1560 - 12 december 1640) was een Antwerpse burgemeester en vriend van de schilder Peter Paul Rubens (1577-1640). Als mecenas en opdrachtgever speelde hij een belangrijke rol in de artistieke carrière van deze en andere kunstenaars. Als kunstminnend persoon legde hij een aanzienlijke kunstverzameling aan. Zijn toenmalige woning is nu een te bezoeken museum: het Rockoxhuis aan de Keizerstraat van de stad Antwerpen.

## Biografie
Nikolaas Rockox werd geboren op 14 december 1560 in een welgestelde en kunstzinnige Antwerpse familie. Hij was de oudste van de drie zonen van Adriaan Rockox (1525-1570) en Isabella van Olmen, en studeerde aan de universiteiten van Leuven, Parijs en Douai. In 1584 sloot hij met succes zijn studie in de rechten af. In 1585, na de herovering van Antwerpen door Alexander Farnese, diende Rockox in de burgerwacht van Antwerpen.

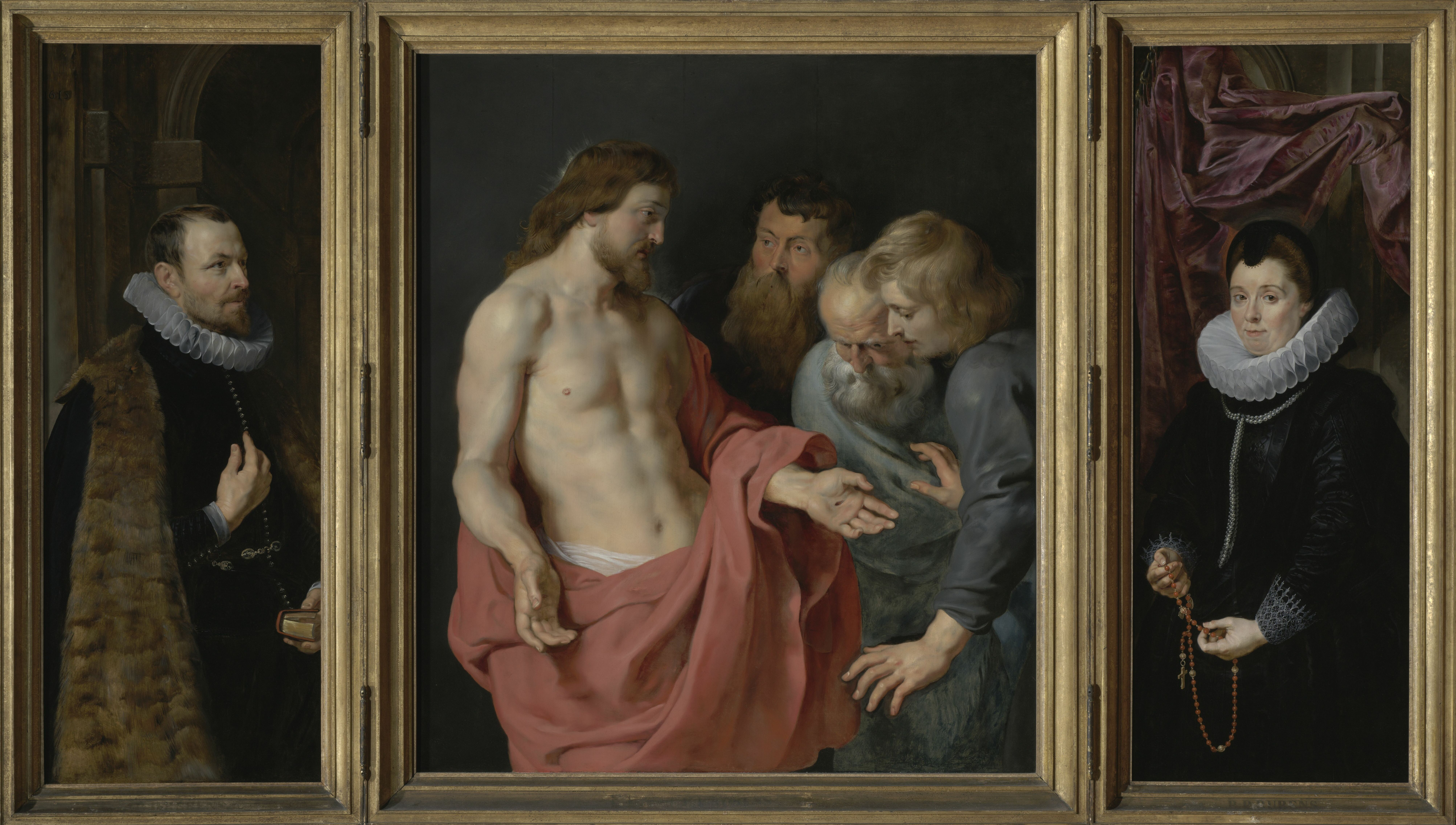
De Rockoxtriptiek door Rubens

Vanaf 1588 nam zijn politieke loopbaan een aanvang en werd hij schepen. In 1599 werd hij bij de Blijde Intrede van Albrecht en Isabella tot ridder geslagen. In 1603 werd hij voor de eerste keer (buiten)burgemeester. In totaal werd hij acht keer burgemeester (1603, 1605, 1608, 1611, 1615, 1617, 1621, 1625). Van 1629 tot 1636 bleef hij onafgebroken schepen van de stad. Zijn beleid was humaan, met veel aandacht voor de arme mensen.
Op 5 september 1589 trouwde hij met de twintigjarige Adriana Perez, dochter van de rijke koopman en bankier Luis Perez (1532-1601) en de adellijke Maria van Berchem (1568-1619). Perez stamde uit een Spaanse joodse familie die zich had bekeerd en zich in the 16de eeuw in Antwerpen had gevestigd. Zijn grootouders hadden zich in Antwerpen gevestigd.

Wapenschild van de familie Rockox

Op 12 december 1640, twee dagen voor hij 80 zou worden, overleed Nikolaas Rockox. Zijn vrouw was al in 1619 overleden. Het echtpaar bleef kinderloos.
Zijn oom, die ook Nikolaas Rockox heette, was tussen 1555 en 1577 vier keer burgemeester van Antwerpen.

## Mecenas vanPieter Paul Rubens
Pieter Paul Rubens was vriend aan huis in de Gulden Rinck, de patriciërwoning in de Keizerstraat bij de kunstminnende Nikolaas Rockox en zijn vrouw Adriana Perez (overleden in 1619). Rockox gaf belangrijke artistieke opdrachten aan Rubens en lag daarmee aan de basis van Rubens' succes als kunstschilder in het tweede decennium van de zeventiende eeuw die samenviel met het Twaalfjarig Bestand. Rockoxs opdrachten aan Rubens waren onder meer De aanbidding der wijzen voor het Antwerps stadhuis (nu in het Prado, Madrid) en de Rockoxtriptiek. Het middenpaneel van deze triptiek wordt traditioneel foutief Het ongeloof van Thomas genoemd, maar heeft als thema eigenlijk De eerste verschijining van Jezus aan de apostelen.
In het Koninklijk Museum voor Schone Kunsten in Antwerpen waar het zich anno 2022 bevindt, wordt de triptiek het Epitaaf van Nicolaas Rockox en zijn vrouw Adriana Perez genoemd. De triptiek was het grafmonument van Rockox en zijn vrouw in de Minderbroederskerk. De zijluiken zijn portretten van Rockox en zijn vrouw. Als hoofdman van de kolveniersgilde zorgde Rockox ervoor dat Rubens de opdracht kreeg voor zijn meesterwerk in de Antwerpse Onze-Lieve-Vrouwekathedraal: de kruisafneming.
Hij zorgde er ook voor dat Rubens' oudere broer Philip de positie van secretaris van de stad Antwerpen bekwam.

## Rockox als kunstverzamelaar

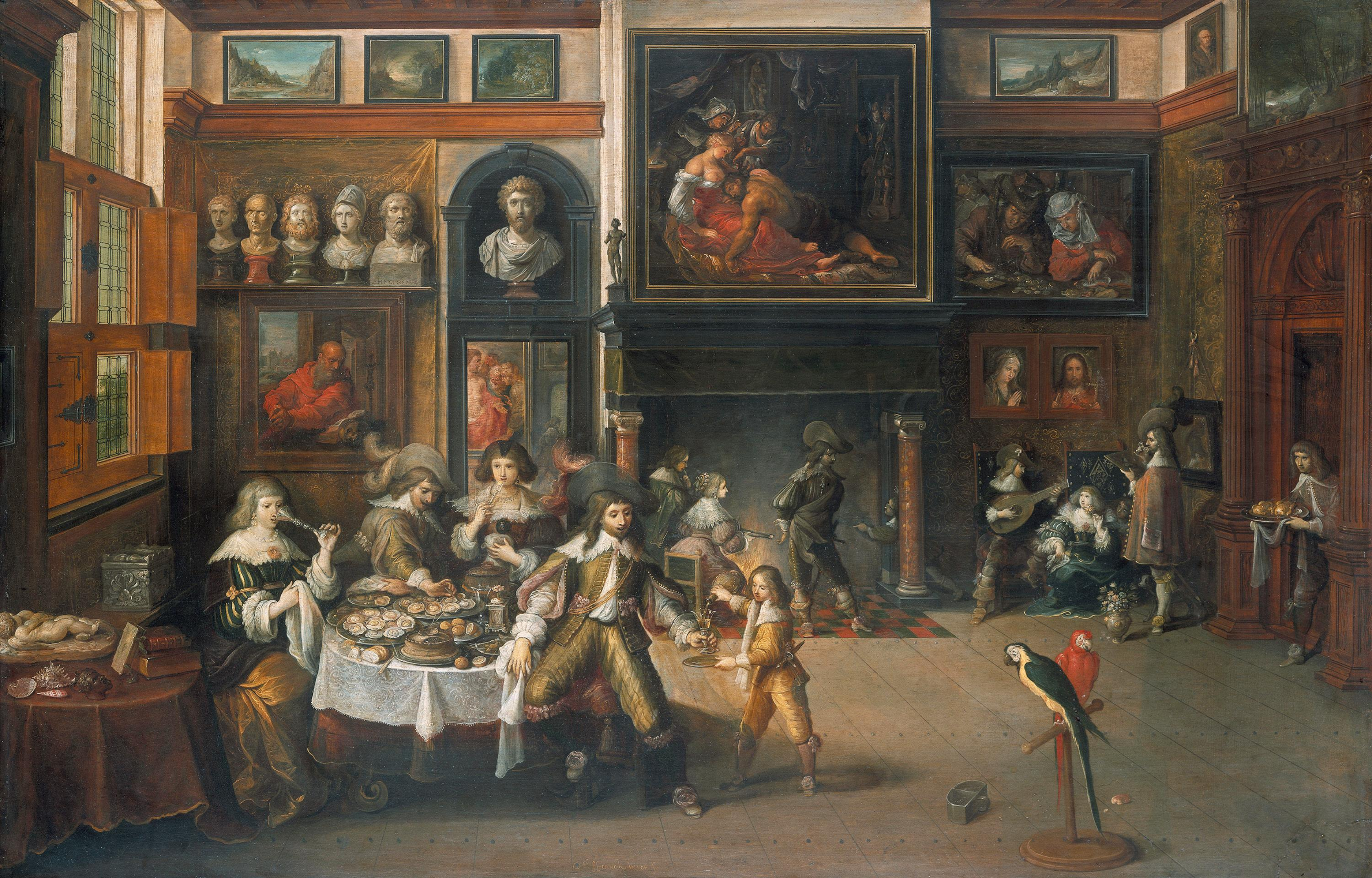
Avondmaal in het huis van burgemeester Rockox door Frans Francken de jongere met op de wand Simson en Delila door Rubens

Na zijn dood in 1640 maakte men een inventaris op van de inboedel van zijn woning nl een inventaris van allen de meuble ende ruerende haeffelycke goederen, pampieren, rentbrieven, stucken ende munimenten, conste van schilderyen. Dit document informeert ons over de leefwijze van een zeventiende-eeuwse patriciër als Rockox. Uit de boedelbeschrijving van het sterfhuis kan afgeleid worden dat Rockox 82 schilderijen bezat van onder meer Rubens, Antoon van Dyck en Frans Francken en vertegenwoordigers van de Bruegeldynastie. Daarnaast bezat hij een collectie munten, meer dan elfhonderd stuks met Griekse en Romeinse exemplaren van de vijfde eeuw voor Christus tot de tweede eeuw na Christus. Daarbij telde zijn huisbibliotheek 203 boeken waaronder bestsellers van zijn tijd, rijkelijk geïllustreerde botanische uitgaven, historische en religieuze werken.